# Vídeňská (Praha)

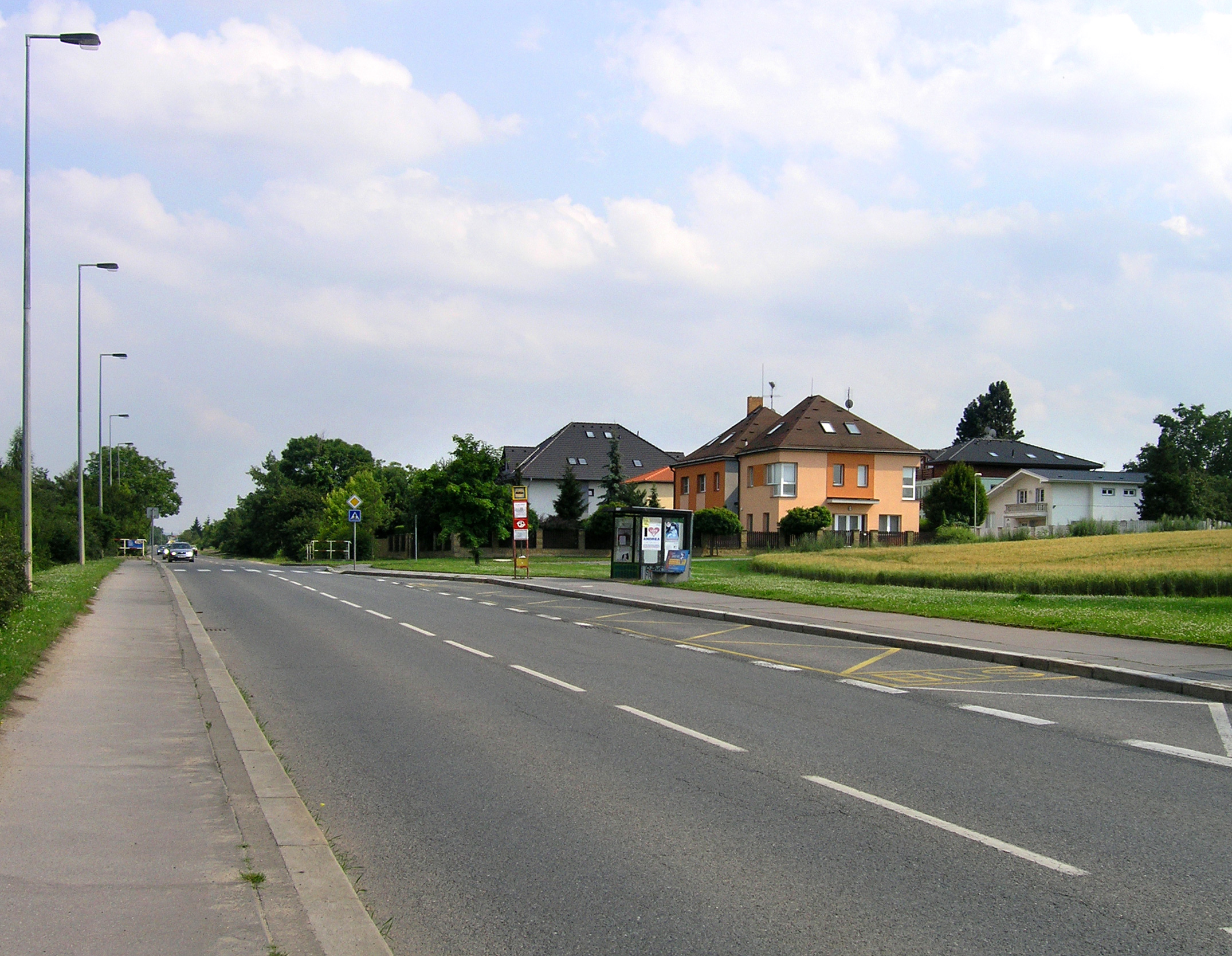
Ulice Vídeňská v Praze-Kunraticích směrem mimo Prahu

Vídeňská ulice (někdy nazývaná také Vídeňská radiála) je dvou- až čtyřproudá komunikace na jižní části Prahy. Spojuje Jižní spojku, Michli, Krč a Kunratice s Vestcem a jižní částí Pražského okruhu. Nachází na území Prahy 4, ve Vestci v okrese Praha-západ na ni navazuje stejnojmenná ulice. Měří 5,7 kilometrů. Dříve byla součástí silnice II/603.

## Trasa
Vídeňská začíná na křižovatce pod Jižní spojkou, kde končí ulice Michelská. Navazuje na ni zde také výjezd z Jižní spojky a ulice Budějovická. Zde má silnice čtyři pruhy a pokračuje pod železniční tratí 210 kolem rybníka Labuť. Další velká křižovatka se nachází u krčské Thomayerovy nemocnice v Krči, kde končí ulice Zálesí vedoucí od sídliště Novodvorská a Lhotky. Zde se nachází také autobusová přestupní stanice, kde zastavuje více než 10 linek. 
Vídeňská od Thomayerovy nemocnice pokračuje už jen ve dvou pruzích směr Kunratice, souběžně s Kunratickým lesem. Vede kolem výzkumného ústavu IKEM, dále pokračuje nahoru kolem Ústavu experimentální medicíny Akademie věd České republiky. Poté již prochází Kunraticemi, u zdejšího obchodního centra prochází čtyřvýjezdovým kruhovým objezdem na kterém ústí také ulice K Libuši (směrem Kunratice) a Dobronická (k Libuši). Další kruhový objezd se nachází za Kunraticemi, kde se Vídeňská kříží s Kunratickou spojkou. Ulice končí na hranicích Prahy, před kruhovým objezdem, z něhož vede k Pražskému okruhu Vestecká spojka. Od hranice Prahy navazuje na Vídeňskou ulici stejnojmenná ulice (silnice II/603) ve Vestci, která následně končí na hranicích Vestce a Jesenice. Komunikace pokračuje dál pod názvem Budějovická a pokračuje přes Jesenici jako tzv. „stará benešovská“.

## Historie
Historicky šlo o kupeckou cestu vedoucí z Prahy přes České Budějovice do Vídně. Do 80. let 20. století se tedy ulice nazývala Budějovická. Ta vedla i u Thomayerovy nemocnice, kde je nyní ulice Thomayerova.

### Záměr rozšíření
V roce 2013 se diskutoval návrh rozšíření silnice v úseku Krč – Kunratice – Vestec na čtyři pruhy, aby zde nestály časté kolony. Velkokapacitně by spojovala pražský okruh a Krč. Návrh ale neprošel, pro rozšíření by se musela kácet zeleň kolem a auta by obtěžovala obyvatele. Plánem na odstranění kolon je budoucí linka Metra D.

## Galerie

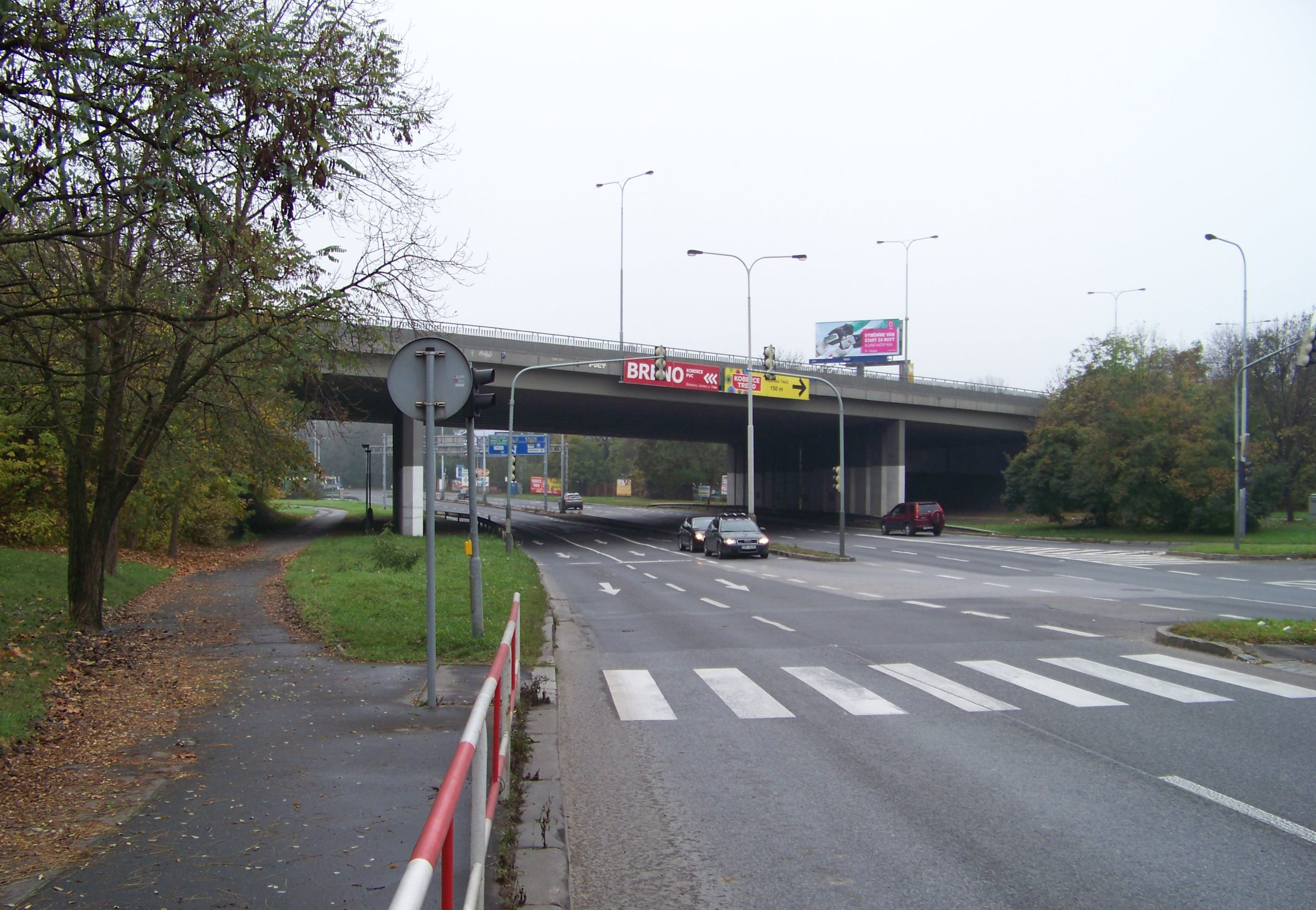
Počátek Vídeňské u Jižní spojky
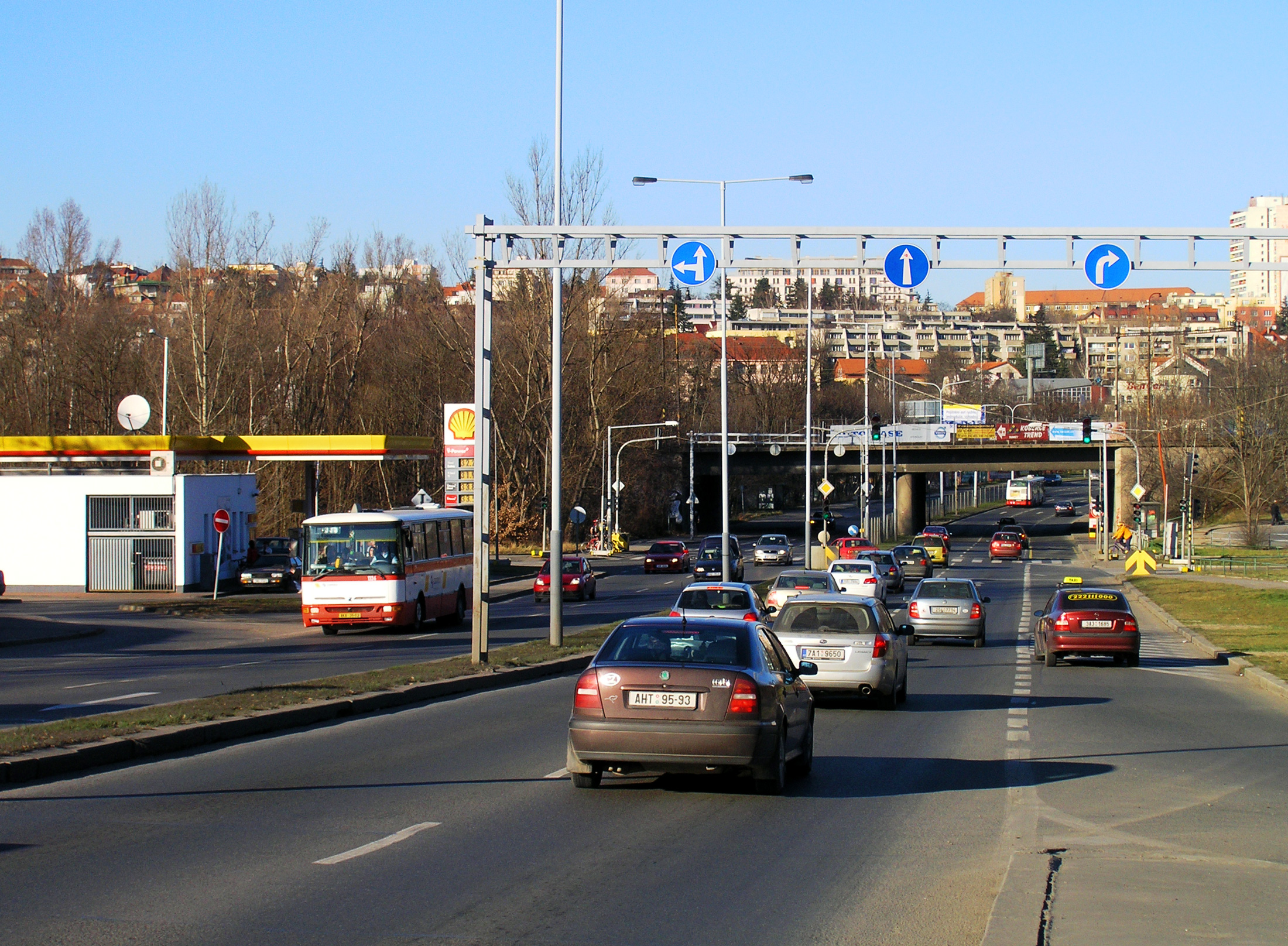
Vídeňská v Krči, pohled do centra
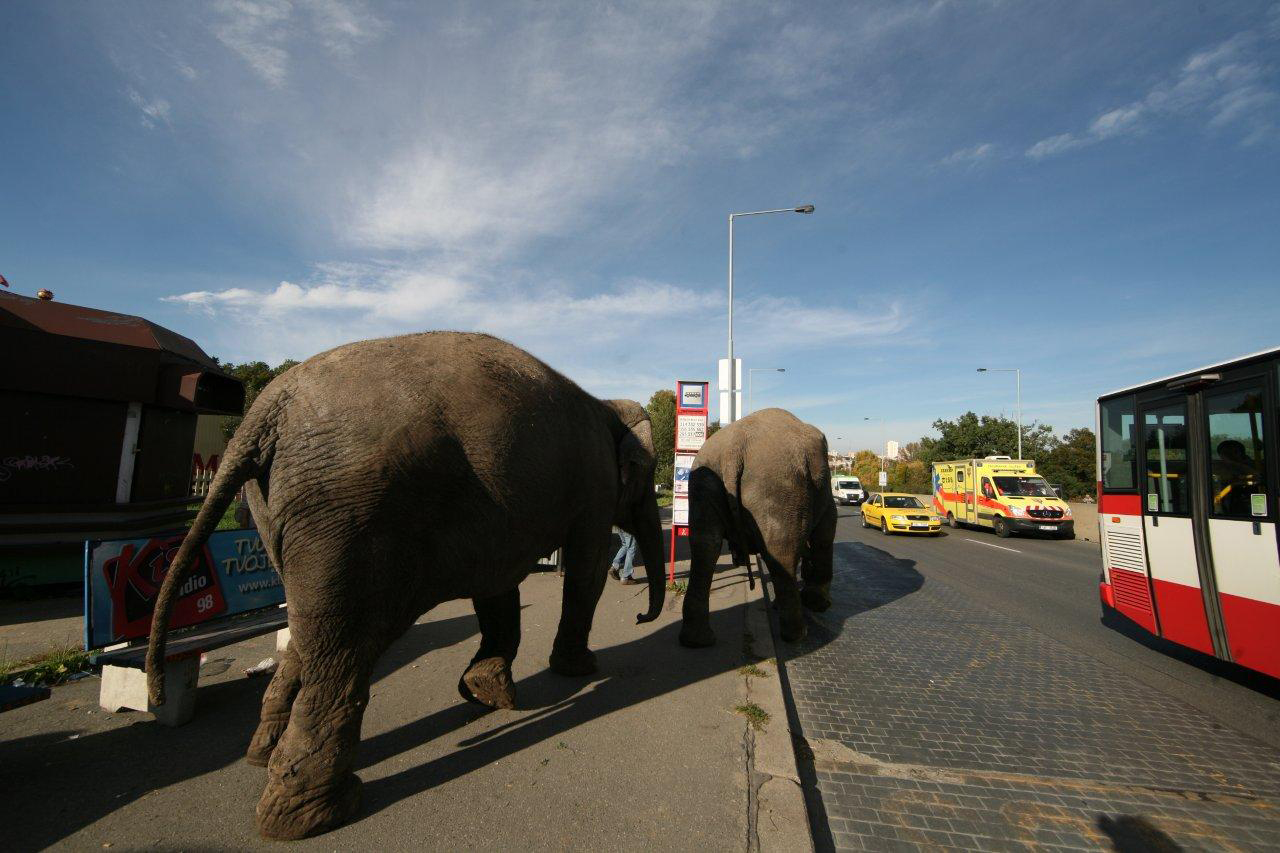
Útěk slonů 2012 na zastávce Krč
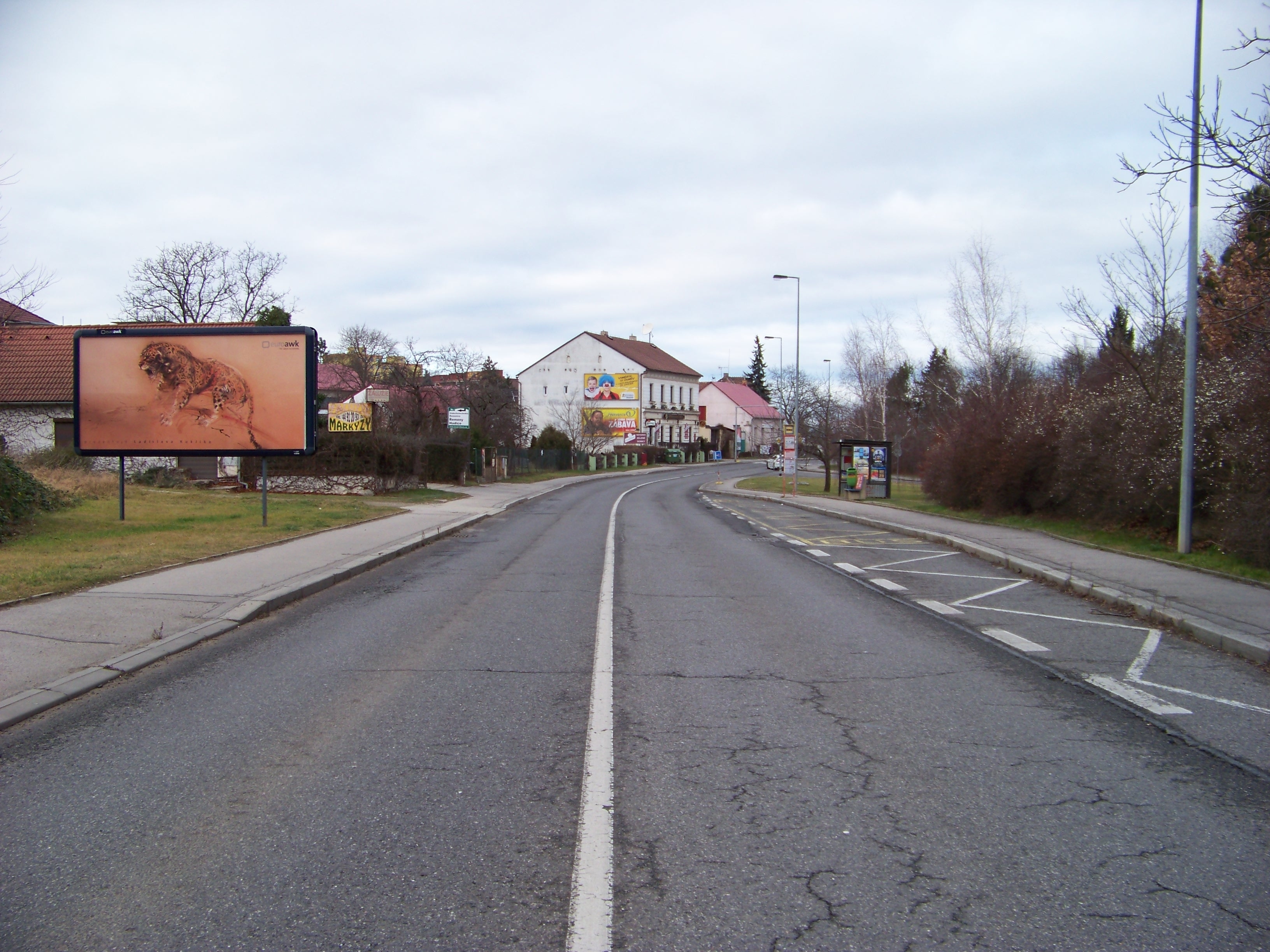
Zelené domky
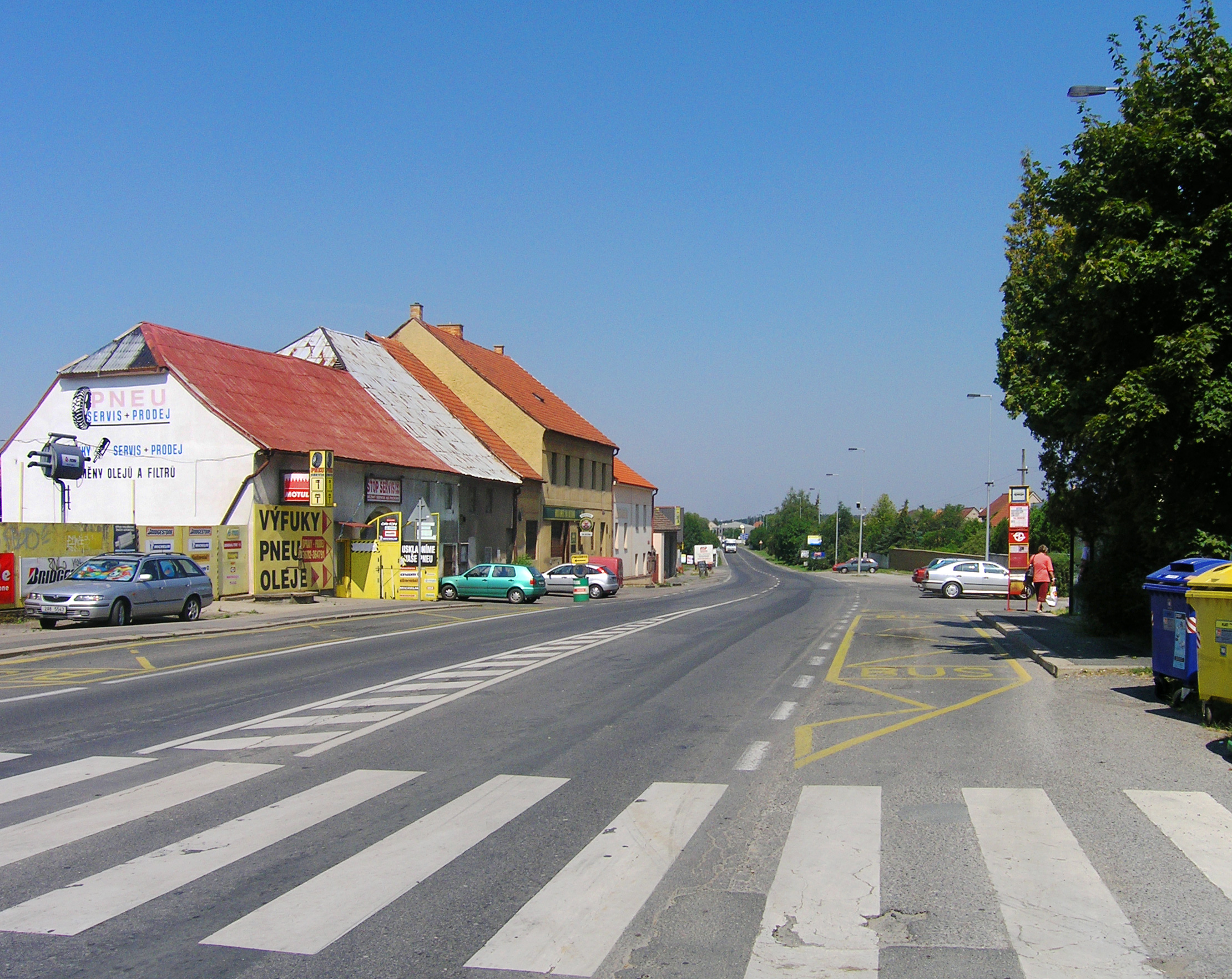
Betáň v Kunraticích
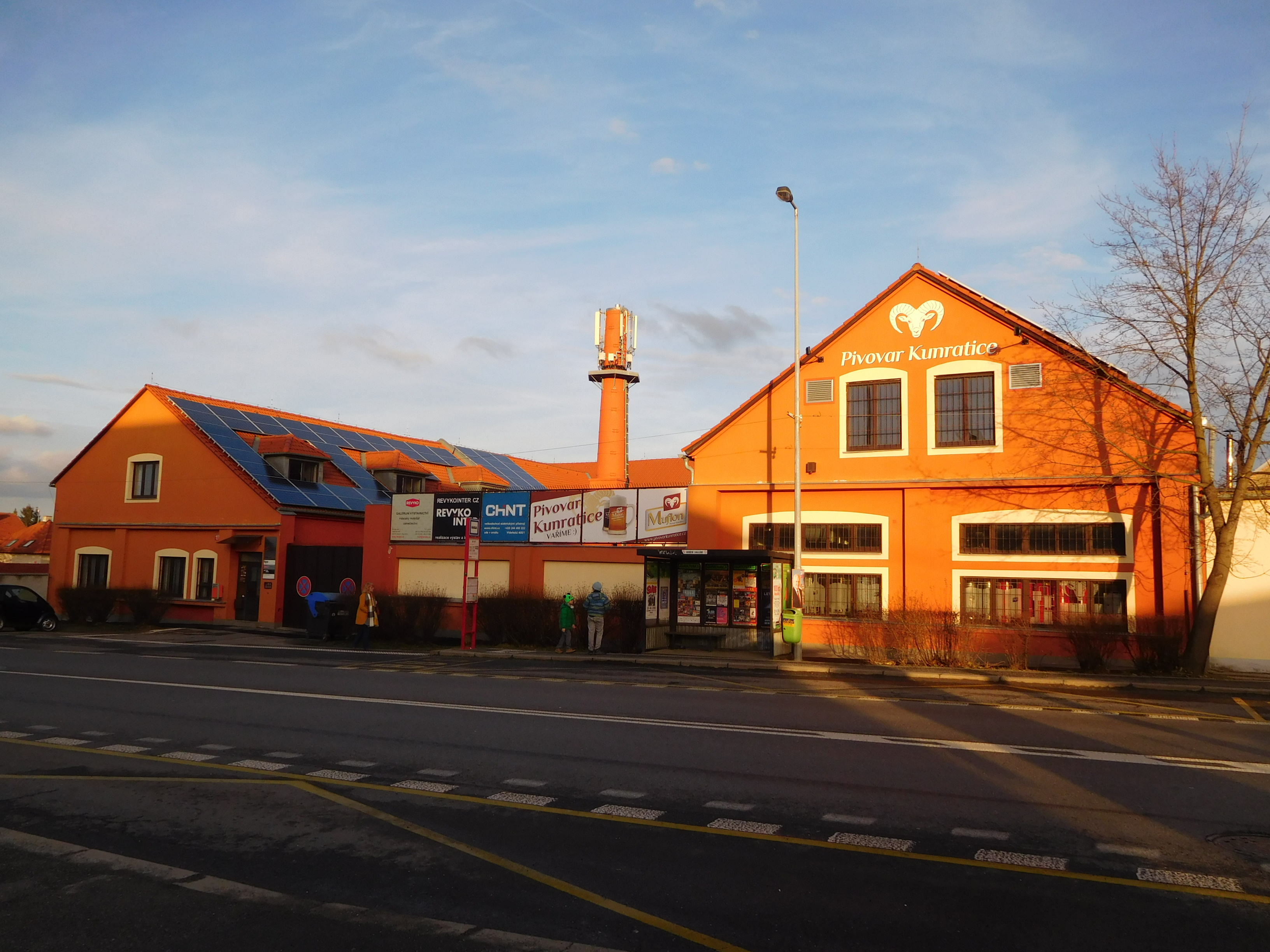
Pivovar Muflon na Betáni v Kunraticích (2018)
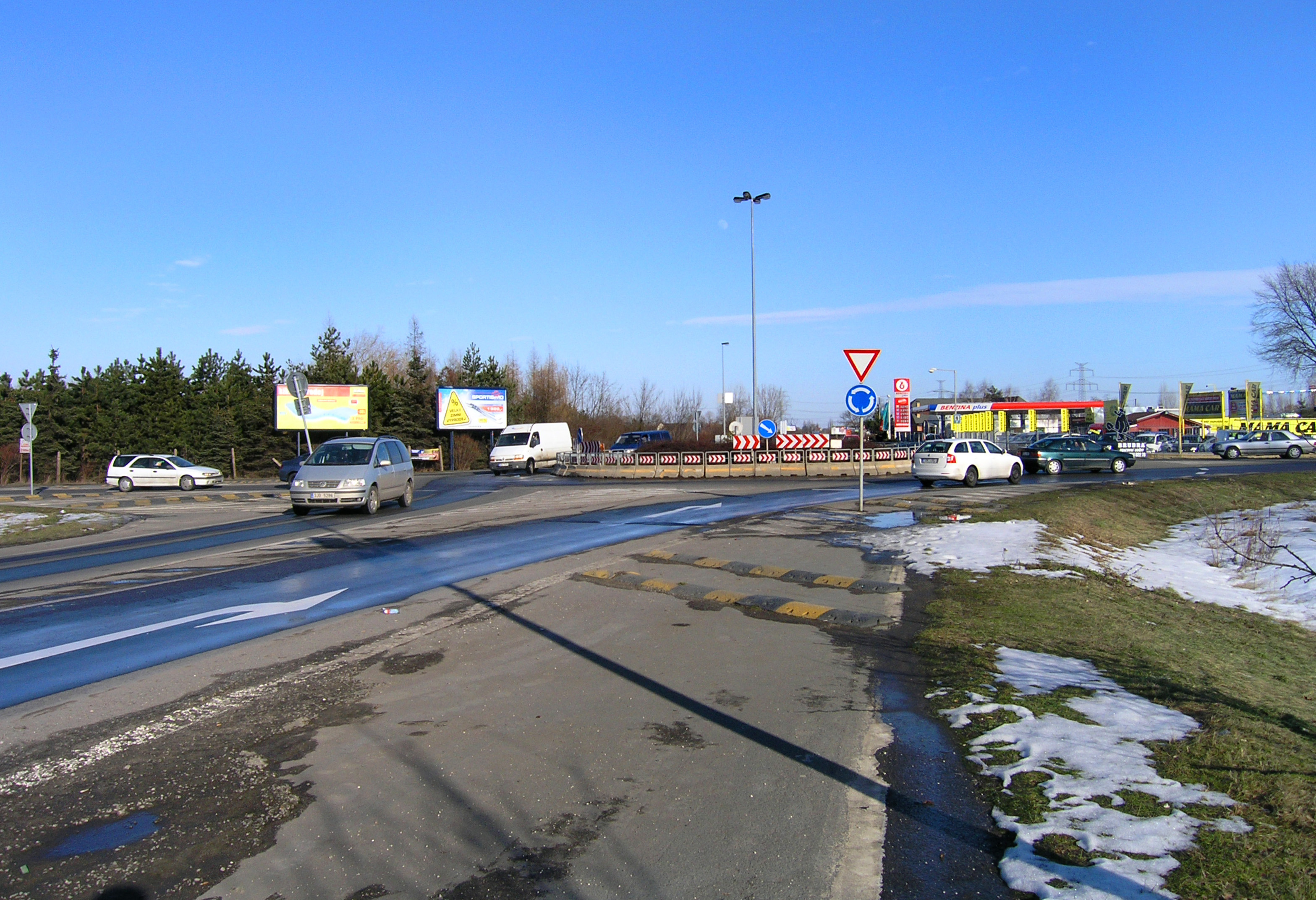
Kruhový objezd na Kunratické spojce